# 任天堂欧洲研发部
任天堂欧洲研发部（英語：Nintendo European Research & Development，简称为NERD）是任天堂的旗下子公司，前身为Mobiclip（原名Actimagine），位于法国巴黎，该公司为任天堂平台开发软件技术和中间件。
除任天堂以外，该公司的著名客户还包括索尼影業數碼公司、费雪玩具。任天堂的GBA和DS等游戏机使用了Mobiclip的压缩技术，费雪玩具将其用在Pixter多媒体教育玩具上。索尼影业数码公司和The Carphone Warehouse使用Mobiclip的软件在智能手机的微型SD卡上提供类似电视效果的完整电影。   
任天堂欧洲研发部还拥有视频编解码器和DRM技术专利。

## 历史

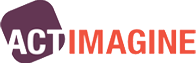
Actimagine的商标

Actimagine成立于2003年3月，由几位工程师组建，早期致力于开发手持游戏机。2008年，Actimagine改名为Mobiclip。
Mobiclip的视频压缩技术对任天堂GBA、NDS、WII和3DS等游戏机的电池寿命和视频质量进行了优化。Mobiclip的编解码器以较低的电池消耗提供了高质量的视频效果，并被索尼影业数码、Paramount、Fox和Gaumont Columbia Tristar Films等工作室，以及手机制造商（如诺基亚或索尼爱立信），用在手机存储卡视频上。   
2006年4月，Actimagine从美国风险投资公司GRP Partners筹集了300万欧元的股权融资。第一轮机构融资使Actimagine得以加快在美国和日本的业务发展。同年，Adobe收购了Actimagine的针对移动设备优化的Flash渲染引擎。
Mobiclip在2008年推出了第一个在iPhone上提供电视直播的应用程序，比苹果公司早一年。 
2011年10月，Mobiclip被任天堂收购，成为后者的子公司。从那时起，它被称为“任天堂欧洲研发部”或“NERD”。
2017年，美国分公司与任天堂欧洲研发部合并。

## Mobiclip视频编解码器
Mobiclip开发的视频编解码器的算法与其他同类产品不同，是基于对处理器资源的最少使用，从而可以较大的延长电池寿命并降低硬件成本。 

### 任天堂
任天堂选择Mobiclip作为其GBA，NDS，Wii和3DS上视频编解码器技术的主要提供商。多数软件使用该技术用于游戏中的电影过场，包括： 
- GBA平台上GBA视频系列[8]
- DS平台上的勇者斗恶龙IX 星空的守护者[9]
- DS和3DS平台上的雷顿教授系列[10]
- 3DS平台上的火焰之纹章 觉醒[11]

## NERD开发的技术列表
- 适用于智能手机 / Game Boy Advance / Nintendo DS / Nintendo 3DS / Wii / Wii U的Mobiclip视频编解码器
- Wii U Internet浏览器的媒体播放器
- Wii U Chat（与任天堂软件技术和Vidyo共同开发）
- Kachikachi： 迷你红白机上的NES模拟器
- Canoe：适用于迷你超级任天堂上的Super NES模拟器，包括Super FX芯片组系列。
- Nintendo Switch Online经典NES / SNES游戏服务

NERD的主页上的介绍：
- Wii U上的Nintendo DS模拟器
- 新任天堂3DS上的超稳定3D显示
- 任天堂Labo VR Kit与任天堂企划制作本部合作
- Wii U eShop下载Wii游戏支持